# 哈里·克莫德
哈里·克莫德（英語：Harry Kermode，1922年7月18日—2009年8月19日），加拿大男子篮球运动员。他曾代表加拿大获得1948年夏季奥运会男子篮球比赛第九名。他于2009年在温哥华去世。